# Lunar and Planetary Institute
Il Lunar and Planetary Institute (LPI) è un istituto di ricerca finanziato dalla NASA, dedicato allo studio del Sistema solare, alla sua formazione ed evoluzione. L'istituto è parte della Universities Space Research Association ed è situato a Houston, in Texas.
L'istituto conserva una grande collezione di dati lunari e planetari; promuove la libera conoscenza delle scienze dello spazio. Il Lunar and Planetary Institute partecipa all'organizzazione di numerose conferenze nel corso dell'anno ed in particolare la Lunar and Planetary Science Conference.